# Высокое (Томаковский район)
Высокое (укр. Високе, до 2016 года — Владимировка, укр. Володимирівка) — село,
Владимировский сельский совет,
Томаковский район,
Днепропетровская область,
Украина.
Код КОАТУУ — 1225481001. Население по переписи 2001 года составляло 905 человек.
Является административным центром Владимировского сельского совета, в который, кроме того, входят сёла
Анновка,
Грушевое,
Запорожская Балка,
Запорожское,
Миролюбовка,
Новониколаевка,
Новоукраинка,
Садовое,
Степановка,
Урожайное и
Новомихайловка.

## Географическое положение
Село Высокое находится на расстоянии в 1 км от села Степановка, в 1,5 км от села Новониколаевка и в 2-х км от сёл Запорожское и Новоукраинка.
Рядом проходит автомобильная дорога Т-0420.

## История
Село было основано в 1924-1925 годах под именем Владимировка . Первыми жителями были переселенцы из Томаковка. Имя селу дали для увековечивания памяти Владимира Ильича Ленина.
В 2016 году село было переименовано в Высокое.

## Экономика
- Томаковское межхозяйственное предприятие.

## Объекты социальной сферы
- Школа.
- Детский сад.
- Амбулатория.
- Дом культуры.

## Достопримечательности
- Братская могила советских воинов.